# بيلي كيركوود
بيلي كيركوود (بالإنجليزية: Billy Kirkwood)‏ هو مدرب كرة قدم ولاعب كرة قدم بريطاني، ولد في 1 سبتمبر 1958 في إدنبرة في المملكة المتحدة. لعب مع دندي يونايتد ودونفرملين أثلتيك ونادي دندي ونادي هيبرنيان.

## وصلات خارجية
- بيلي كيركوود على موقع قاعدة بيانات كرة القدم.إي يو (الإنجليزية)
- بيلي كيركوود على موقع Soccerbase.com (لاعب) (الإنجليزية)
- بيلي كيركوود على موقع Soccerbase.com (مدرب) (الإنجليزية)